# Szidónia Puhalák
Szidónia Puhalek (født 5. juli 1996 i Szeged) er en ungarsk håndboldspiller som spiller for Győri Audi ETO KC.

## Meritter
- EHF Champions League:
  - Vinder: 2017, 2018